# Liste des évêques de Chioggia

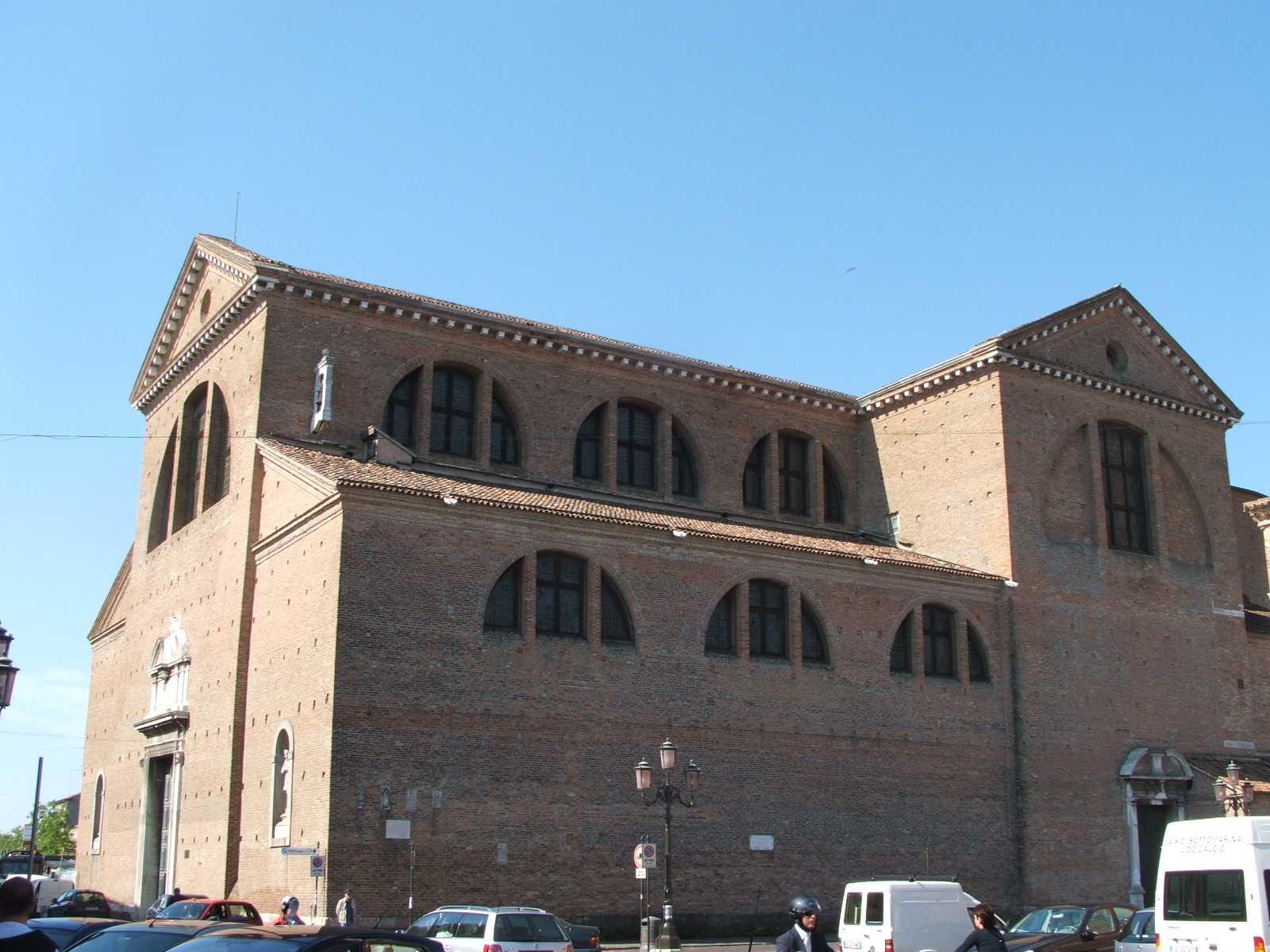
Cathédrale Santa Maria Assunta.

Cette page présente la liste des évêques de Chioggia en Italie.
Le diocèse de Chioggia (lat.: Dioecesis Clodiensis) est un diocèse italien dont le siège est à Chioggia en Vénétie. Il comprend le sud de la province de Venise et une partie des provinces de province de Rovigo.
La ville de Chioggia est résidence d'un diocèse à partir du VIIe siècle sous le nom de Clodia.

## Évêques de Chioggia duXXesiècleetXXIesiècle
- Domenico Agostini (1871 - 1877)
- Ludovico Marangoni, O.F.M. Conv. (1877 - 1908)
- Antonio Bassani (1908 - 1918)
- Domenico Mezzadri (1920 - 1936)
- Giacinto Giovanni Ambrosi (1937 - 1951 nommé archevêque de Gorizia et Gradisca)
- Giovanni Battista Piasentini, C.S.Ch. (1952 - 1976)
- Sennen Corrà (1976 - 1989 nommé évêque de Concordia-Pordenone)
- Alfredo Magarotto (1990 - 1997 nommé évêque de Vittorio Veneto)
- Angelo Daniel (1997 - 2009)
- Adriano Tessarollo (28 mars 2009 - 3 novembre 2021)
- Giampaolo Dianin, depuis le 3 novembre 2021